# James-Simon-Park
Der James-Simon-Park liegt im Berliner Ortsteil Mitte des gleichnamigen Bezirks. Er ist nach dem Berliner Unternehmer James Simon benannt. Die geschützte Grünanlage befindet sich in einem beliebten Ausgeh- und Flanierviertel von Berlin-Mitte.

## Lage und Name
Der Park wird im Norden durch Bögen der Stadtbahn begrenzt, im Osten durch die Burgstraße und im Südwesten durch die Spree. Auf der anderen Seite der S-Bahn-Bögen befindet sich der Monbijoupark, dem er ursprünglich angegliedert war.
Von 1895 bis 1937 befanden sich hier der feste Bau des Circus Busch-Roland sowie das Finanzamt Börse. 1937 wurde das Gebäude wegen Straßenbegradigung der Burgstraße und Erweiterung des Blocks „Börse“ für den Bau von Reichszentralen verschiedener Wirtschaftsverbände abgerissen. 
Die zuvor unbenannte Grünfläche wurde in den 2000er Jahren umgestaltet und im Rahmen einer feierlichen Namensgebung anlässlich des 75. Todestages des Kunstmäzens James Simon am 23. Mai 2007 nach diesem benannt.

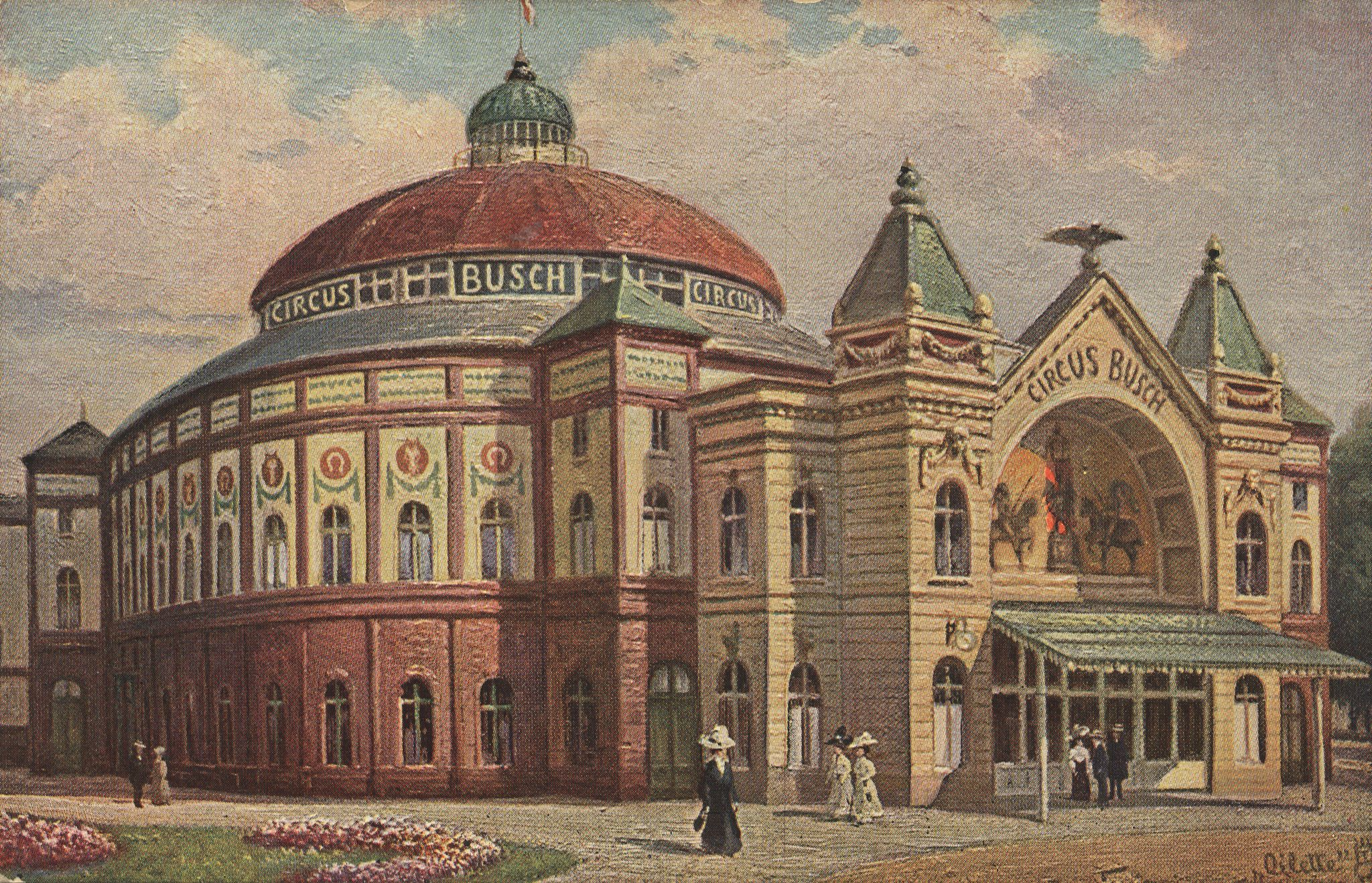
Cirkus Busch um 1900
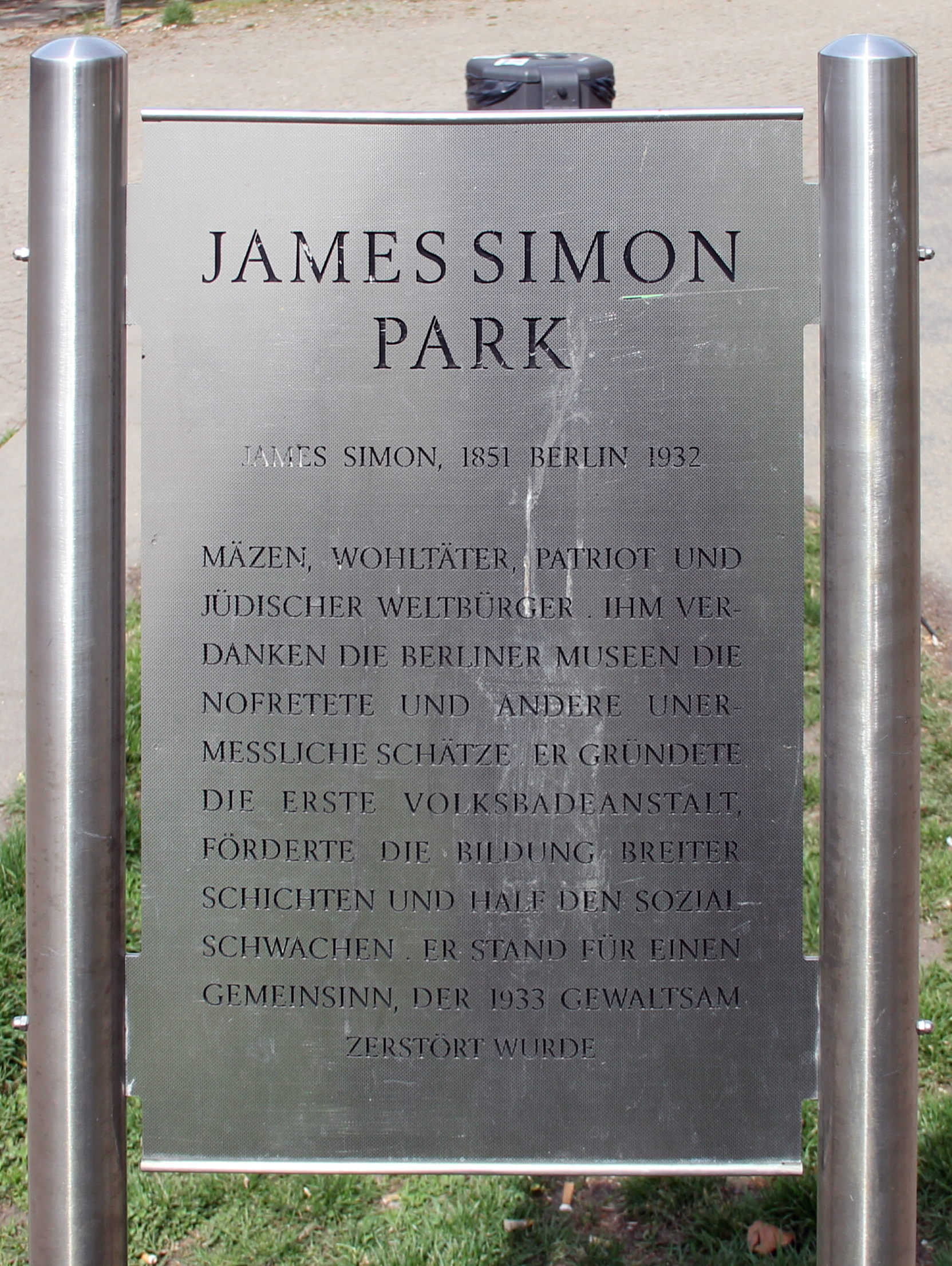
Gedenktafel James-Simon-Park
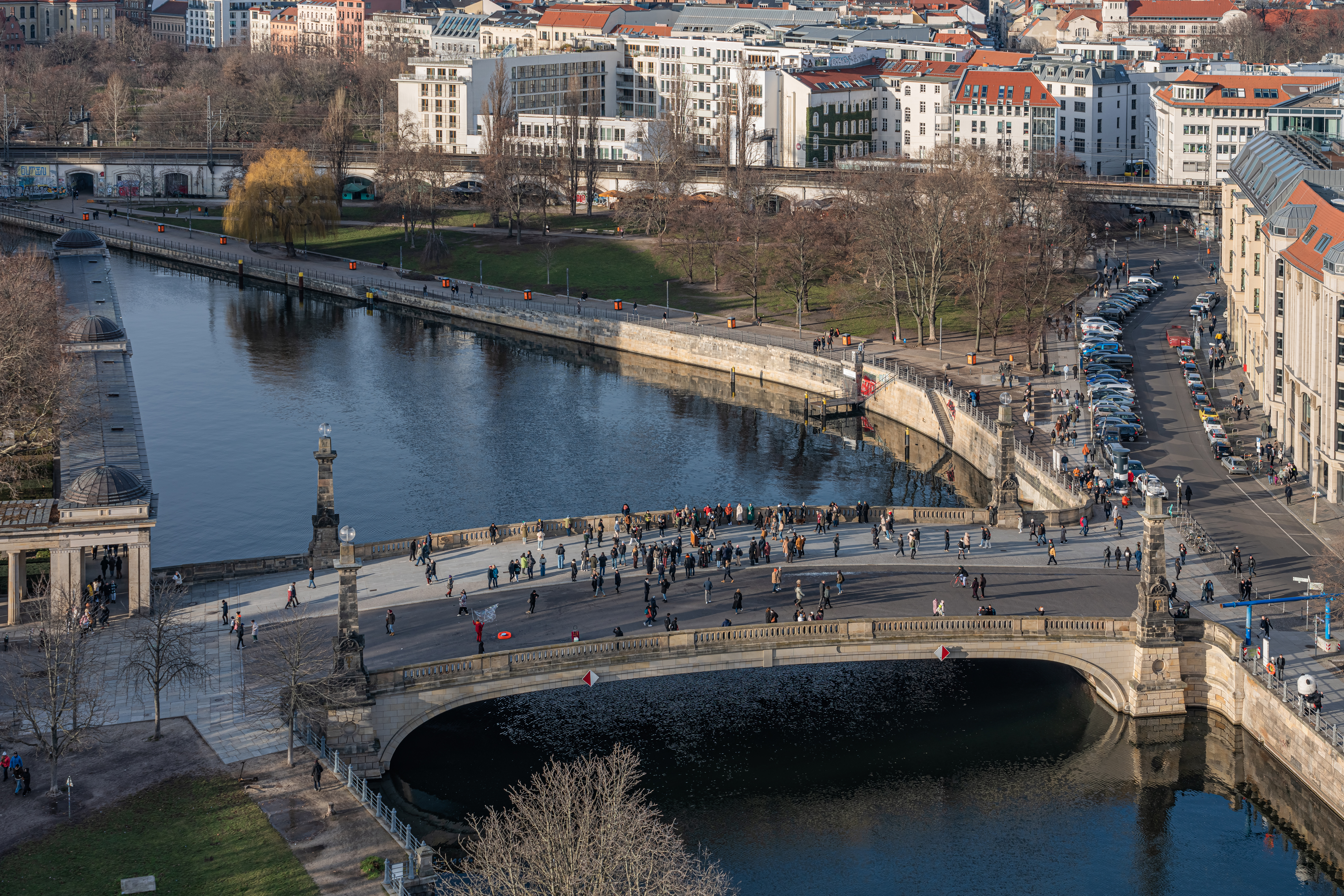
Friedrichsbrücke mit James-Simon-Park im Hintergrund